# Репрезентација Монголије у хокеју на леду
Хокејашка репрезентација Монголије представља Монголију на међународним такмичењима у хокеју на леду и под окриљем је Савеза хокеја на леду Монголије који је пуноправни члан ИИХФ од 15. маја 1999. године.

## Историјат
Дебитантски наступ на међународној сцени селекција Монголије је имала на Азијским зимским играма 1999. у Јужној Кореји. На светском првенству ИИХФ први пут су наступили 2007. у оквиру турнира Дивизије III, где су забележили сва 4 пораза уз гол разлику 3:45. Последње место заузимају и на првенствима Дивизије III 2008. у Луксембургу (укупна гол разлика 11:59) и 2009. на Новом Зеланду где су одустали од учешћа те су све утакмице регистроване службеним резултатом 0:5.
Након дисквалификације Јерменије са првенства 2010. Монголија заузима треће место у групи Б.
Све монголске репрезентативне селекције су одустале од свих такмичења планираних за 2011. годину због недостатка финансијских средстава и непостојања адекватне опреме.

## Резултати на светским првенствима
| Год.  | Место    | Пласман  | Категорија (група)        |
| ----- | -------- | -------- | ------------------------- |
| 2007. | Дандалк  | 5/6      | Дивизија                  |
| 2008. | Кокелшер | 6/6      | Дивизија                  |
| 2009. | Данидин  | одустали | Дивизија                  |
| 2010. | Јереван  | 3/4      | Дивизију III, група Б        |
| 2011. | Кејптаун | одустали | Дивизиј1 III                 |
| 2012. | Ерзурум  | 6/6      | Дивизија                  |
| 2013. | Абу Даби | 3/4      | Квалификације за Дивизију |

## Резултати са другим репрезентацијама
Закључно са 17. октобром 2012.
| Репрезентација | Ут | Поб | Н | Пор | ГД  | ГП  | ГР   |
| -------------- | -- | --- | - | --- | --- | --- | ---- |
| Кувајт         | 3  | 3   | 0 | 0   | 12  | 7   | +5   |
| Бахреин        | 1  | 1   | 0 | 0   | 21  | 1   | +20  |
| Индија         | 1  | 1   | 0 | 0   | 10  | 0   | +10  |
| Сингапур       | 1  | 1   | 0 | 0   | 5   | 1   | +4   |
| Макао          | 1  | 1   | 0 | 0   | 4   | 1   | +3   |
| Малезија       | 2  | 1   | 0 | 1   | 8   | 9   | -1   |
| Хонгконг       | 2  | 0   | 0 | 1   | 3   | 6   | -3   |
| Грчка          | 3  | 0   | 0 | 3   | 7   | 19  | -12  |
| Кинески Тајпеј | 1  | 0   | 0 | 1   | 0   | 7   | -7   |
| Турска         | 2  | 0   | 0 | 2   | 3   | 21  | -18  |
| Нови Зеланд    | 1  | 0   | 0 | 1   | 1   | 10  | -9   |
| УАЕ            | 3  | 0   | 0 | 3   | 3   | 13  | -10  |
| Киргистан      | 1  | 0   | 0 | 1   | 3   | 13  | -10  |
| Исланд         | 1  | 0   | 0 | 1   | 1   | 11  | -10  |
| Тајланд        | 3  | 0   | 0 | 3   | 6   | 16  | -10  |
| Луксембург     | 3  | 0   | 0 | 3   | 2   | 24  | -21  |
| Јужна Африка   | 2  | 0   | 0 | 2   | 5   | 26  | -21  |
| Јужна Кореја   | 2  | 0   | 0 | 2   | 2   | 37  | -35  |
| Северна Кореја | 3  | 0   | 0 | 3   | 3   | 51  | -48  |
| Казахстан      | 2  | 0   | 0 | 2   | 1   | 65  | -64  |
| Грузија        | 1  | 1   | 0 | 1   | 6   | 0   | +6   |
| Ирска          | 1  | 0   | 0 | 1   | 4   | 8   | -4   |
| Укупно         | 43 | 10  | 0 | 33  | 114 | 368 | -254 |